# Station Piława Górna
Station Piława Górna is een spoorwegstation in de Poolse plaats Piława Górna.